# Morti nel 1985/Maggio
| Questa pagina contiene informazioni ricavate automaticamente dalle voci biografiche con l'ausilio del template Bio e di un bot. L'aggiornamento è periodico e automatico e ricostruisce completamente la pagina. Se manca una persona in questa lista, sei pregato di non aggiungerla, ma accertati piuttosto che la sua voce biografica contenga il template Bio e che i dati anagrafici siano correttamente compilati. Se il template Bio manca, inseriscilo tu stesso o, in alternativa, metti l'avviso {{tmp\|Bio}} che ne segnala la mancanza. Se i dati riportati sono sbagliati, correggi direttamente la voce biografica; le modifiche saranno visibili in questa lista entro pochi giorni. Per chiarimenti vedi il progetto biografie. La lista contiene solo le 110 persone che sono citate nell'enciclopedia e per le quali è stato implementato correttamente il template Bio. Pagina aggiornata al 3 mar 2024. |

- 1º maggio - Albie Reisz, giocatore di football americano statunitense (n. 1917)
- 1º maggio - Denise Robins, scrittrice britannica (n. 1897)
- 1º maggio - Jakob Vogt, sollevatore tedesco (n. 1902)
- 2 maggio - Phyllis Bedells, ballerina britannica (n. 1893)
- 2 maggio - Attilio Bettega, pilota di rally italiano (n. 1953)
- 2 maggio - Alfredo Corrias, avvocato e politico italiano (n. 1895)
- 3 maggio - Percy Spender, politico e diplomatico australiano (n. 1897)
- 4 maggio - Harry Earles, attore statunitense (n. 1902)
- 4 maggio - Horatio Fitch, velocista statunitense (n. 1900)
- 5 maggio - Donald Bailey, ingegnere britannico (n. 1901)
- 5 maggio - Gino Buzzanca, attore cinematografico italiano (n. 1912)
- 5 maggio - Ferruccio Rossi-Landi, filosofo e semiologo italiano (n. 1921)
- 6 maggio - Pete Desjardins, tuffatore statunitense (n. 1907)
- 6 maggio - Ledio Zanetti, calciatore svizzero (n. 1925)
- 7 maggio - Dawn Addams, attrice britannica (n. 1930)
- 7 maggio - Carlos Mota Pinto, politico portoghese (n. 1936)
- 8 maggio - Anselmo Berrondo, giocatore di biliardo uruguaiano (n. 1920)
- 8 maggio - Angelo Destri, pittore italiano (n. 1922)
- 8 maggio - Bill O'Brien, cestista statunitense (n. 1917)
- 8 maggio - Gilbert Roylance, calciatore inglese (n. 1909)
- 8 maggio - Theodore Sturgeon, autore di fantascienza statunitense (n. 1918)
- 8 maggio - Giovanni Zucchi, calciatore italiano (n. 1904)
- 9 maggio - Aksel Airo, generale e politico finlandese (n. 1898)
- 9 maggio - Ivan Gălăbov, allenatore di pallacanestro bulgaro (n. 1930)
- 9 maggio - Svea Norén, pattinatrice artistica su ghiaccio svedese (n. 1895)
- 9 maggio - Edmond O'Brien, attore statunitense (n. 1915)
- 9 maggio - Adriaan Paulen, dirigente sportivo e mezzofondista olandese (n. 1902)
- 10 maggio - Tahar Ben Ammar, politico tunisino (n. 1889)
- 10 maggio - Toni Branca, pilota automobilistico svizzero (n. 1916)
- 10 maggio - Theo Clausen, allenatore di pallacanestro e dirigente sportivo tedesco (n. 1911)
- 10 maggio - Giulio Morelli, regista e sceneggiatore italiano (n. 1915)
- 10 maggio - Pietro Nuvolone, giurista italiano (n. 1917)
- 10 maggio - Florizel von Reuter, violinista e insegnante statunitense (n. 1890)
- 10 maggio - Abd al-Muhsin bin Abd al-Aziz Al Sa'ud, principe, politico e poeta saudita (n. 1925)
- 11 maggio - Warner Engdahl, cestista statunitense (n. 1918)
- 11 maggio - Chester Gould, fumettista statunitense (n. 1900)
- 12 maggio - Jean Dubuffet, pittore e scultore francese (n. 1901)
- 13 maggio - Selma Diamond, attrice e scrittrice canadese (n. 1920)
- 13 maggio - Revaz Dogonadze, chimico sovietico (n. 1931)
- 13 maggio - William Harvell, pistard britannico (n. 1907)
- 13 maggio - Leatrice Joy, attrice statunitense (n. 1893)
- 13 maggio - Aleksandr Aleksandrovič Mikulin, ingegnere aeronautico sovietico (n. 1895)
- 13 maggio - Silvio Zavatti, esploratore, politico e antropologo italiano (n. 1917)
- 14 maggio - Giuseppe Guerreschi, pittore italiano (n. 1929)
- 14 maggio - Ladislav Ženíšek, allenatore di calcio e calciatore cecoslovacco (n. 1904)
- 15 maggio - Jackie Curtis, attrice, poetessa e commediografa statunitense (n. 1947)
- 15 maggio - Renato Olmi, calciatore italiano (n. 1914)
- 15 maggio - Emerson Spencer, velocista e ostacolista statunitense (n. 1906)
- 15 maggio - Giuseppe Tonello, calciatore e allenatore di calcio italiano (n. 1916)
- 15 maggio - Gigliola Valandro, politica italiana (n. 1909)
- 16 maggio - Edgard De Caluwé, ciclista su strada belga (n. 1913)
- 16 maggio - Margaret Hamilton, attrice statunitense (n. 1902)
- 17 maggio - Abe Burrows, librettista, commediografo e produttore televisivo statunitense (n. 1910)
- 17 maggio - Eugen Dollmann, militare, diplomatico e agente segreto tedesco (n. 1900)
- 17 maggio - Eso Peluzzi, pittore italiano (n. 1894)
- 18 maggio - Harald Andersson, discobolo svedese (n. 1907)
- 18 maggio - Hedley Bull, politologo australiano (n. 1932)
- 18 maggio - Rodolfo Lombardi, direttore della fotografia italiano (n. 1908)
- 18 maggio - Penn Nouth, politico cambogiano (n. 1906)
- 18 maggio - Hermann Schridde, cavaliere tedesco (n. 1937)
- 18 maggio - Franciszek Szymura, pugile e cestista polacco (n. 1912)
- 18 maggio - Win Wilfong, cestista statunitense (n. 1933)
- 19 maggio - John Martin, critico musicale e critico d'arte statunitense (n. 1893)
- 19 maggio - Primitivo Martínez, cestista filippino (n. 1912)
- 19 maggio - Alfredo Mayo, attore spagnolo (n. 1911)
- 19 maggio - Bruno Molajoli, storico dell'arte e museologo italiano (n. 1905)
- 19 maggio - Víctor Rodríguez Andrade, calciatore uruguaiano (n. 1927)
- 19 maggio - Tapio Wirkkala, designer e scultore finlandese (n. 1915)
- 20 maggio - Giulio Crosti, giornalista e scrittore italiano (n. 1907)
- 20 maggio - Franco Fornari, psicoanalista e psicologo italiano (n. 1921)
- 20 maggio - George Memmoli, attore statunitense (n. 1938)
- 20 maggio - Eduardo Ortiz de Landázuri, medico e docente spagnolo (n. 1910)
- 20 maggio - Stefano Zaino, partigiano italiano (n. 1905)
- 22 maggio - Karl-Adolf Hollidt, generale e criminale di guerra tedesco (n. 1891)
- 22 maggio - Alister Hardy, biologo inglese (n. 1896)
- 22 maggio - Gian Mario Pollero, pittore italiano (n. 1911)
- 22 maggio - Wolfgang Reitherman, animatore, regista e produttore cinematografico tedesco (n. 1909)
- 22 maggio - Gábor von Vaszary, scrittore e sceneggiatore ungherese (n. 1897)
- 23 maggio - Francis Makarskis, calciatore lettone (n. 1909)
- 24 maggio - Romano Gazzera, pittore italiano (n. 1906)
- 24 maggio - Andy MacDonald, allenatore di football americano statunitense (n. 1930)
- 24 maggio - Natale Masera, allenatore di calcio e calciatore italiano (n. 1910)
- 24 maggio - Natalio Perinetti, calciatore argentino (n. 1900)
- 24 maggio - Paolo Rossi, giurista e politico italiano (n. 1900)
- 25 maggio - Robert Bradford Fox, antropologo e archeologo statunitense (n. 1918)
- 25 maggio - Henry Hunter, attore statunitense (n. 1907)
- 25 maggio - Robert Nathan, scrittore e poeta statunitense (n. 1894)
- 25 maggio - Aldo Neppi Modona, archeologo italiano (n. 1895)
- 25 maggio - Giuseppe Sessa, cestista, rugbista a 15 e calciatore italiano (n. 1895)
- 27 maggio - Archie Stark, calciatore statunitense (n. 1897)
- 28 maggio - Georges Devereux, antropologo e psicoanalista ungherese (n. 1908)
- 28 maggio - Juan Estrada, calciatore argentino (n. 1912)
- 28 maggio - Mafalda Pavia, pediatra e scrittrice italiana (n. 1902)
- 28 maggio - Loren Ryder, effettista statunitense (n. 1900)
- 29 maggio - Alberto Aquarone, storico italiano (n. 1930)
- 29 maggio - Piero Drisaldi, hockeista su pista italiano (n. 1904)
- 29 maggio - Gunnar Nielsen, atleta danese (n. 1928)
- 29 maggio - Heinrich Northe, diplomatico tedesco (n. 1908)
- 29 maggio - Mario Revelli di Beaumont, designer e pilota motociclistico italiano (n. 1907)
- 29 maggio - Sam Stoller, velocista e lunghista statunitense (n. 1915)
- 30 maggio - George K. Arthur, attore e comico britannico (n. 1899)
- 30 maggio - Vittorio Bardini, politico e partigiano italiano (n. 1903)
- 30 maggio - Roberto Costa, partigiano, giornalista e scrittore italiano (n. 1920)
- 30 maggio - Gustav Jaenecke, hockeista su ghiaccio e tennista tedesco (n. 1908)
- 31 maggio - Angelo Azzimonti, calciatore e allenatore di calcio italiano (n. 1909)
- 31 maggio - Federico Regoli, fantino italiano
- 31 maggio - Louis Robert, storico e epigrafista francese (n. 1904)
- 31 maggio - Gaston Rébuffat, alpinista francese (n. 1921)
- 31 maggio - Marcel Vignoli, calciatore francese (n. 1898)
- 31 maggio - Rein de Waal, hockeista su prato olandese (n. 1904)